# Bandini (film, 1989)
Pour les articles homonymes, voir Bandini.
Pour plus de détails, voir Fiche technique et Distribution.
Bandini (Wait Until Spring, Bandini) est un film américano- belgo-franco-italien réalisé par Dominique Deruddere, sorti en 1989, qui a reçu trois prix Joseph Plateau.

## Synopsis
Situé dans le Colorado des années 1920, le film suit l'histoire de la famille Bandini. Le père Svevo Bandini tente de joindre les deux bouts pour faire passer l'hiver à sa famille tout en s'occupant d'une belle-mère difficile, de sa femme nerveuse et de ses trois jeunes fils.

## Fiche technique
- Titre français : Bandini[1]
- Titre original américain : Wait Until Spring, Bandini
- Titre italien : Le ragioni del cuore ou ...Aspetta primavera Bandini
- Réalisation : Dominique Deruddere
- Scénario : Dominique Deruddere (scénariste), John Fante (roman)
- Musique : Angelo Badalamenti
- Production : Christian Charret (producteur exécutif), Shay Cunliffe (producteur), Maurits De Prins (coproducteur exécutif), Cyril de Rouvre (producteur exécutif), Tom Luddy (producteur), Amedeo Pagani (coproducteur exécutif), Erwin Provoost(producteur), Fred Roos (producteur), Giorgio Silvagni (producteur exécutif), Francis Ford Coppola (producteur exécutif - non crédité)
- Dates de sortie :
  - Belgique : 2 novembre 1989
  - Italie : 6 décembre 1989
  - France : 20 décembre 1989[1]
  - États-Unis : février 1990

## Distribution
- Joe Mantegna : Bandini
- Ornella Muti : Maria Bandini
- Faye Dunaway : Mme Hildegarde
- Michael Bacall : Arturo
- Daniel Wilson : August
- Alex Vincent : Federico
- Burt Young : Rocco
- Tanya Lopert : Sœur Celia
- Renata Vanni : Donna Toscana
- François Beukelaers : M. Helmer
- Josse De Pauw : M. Voss
- Natalie Gregory : Rose
- Sean Baca : Wally
- Tyler-Jane Mitchel : Gertie (comme Rebecca Clark)
- Isabelle Soimaud : Chanteuse de l'Armée du Salut (comme Isabelle Noah)
- Donna Todd : Mme Johnson
- Debra MacFarlane : Mme Helmer
- Jean-Louis Sbille : Employé de banque
- Florence Healey French : Sœur supérieure

## Distinctions
- 1989 : Prix André-Cavens de l’Union de la critique de cinéma (UCC) pour le meilleur film belge